# Pierścień ideałów głównych
Pierścień ideałów głównych (także pierścień główny) – pierścień komutatywny, którego każdy ideał jest ideałem głównym. Jeżeli tylko skończenie generowane ideały są główne, to pierścień nazywa się pierścieniem Bézouta (por. dziedzina Bézouta).

## Własności
- Każdy pierścień główny jest pierścieniem noetherowskim, ponieważ każdy jego ideał jest generowany przez zbiór jednoelementowy, a zatem skończony.

- Każdy pierścień główny jest pierścieniem z jednoznacznością rozkładu.

- Każde dwa elementy {\displaystyle a,b} pierścienia ideałów głównych {\displaystyle P} mają największy wspólny dzielnik {\displaystyle \operatorname {NWD} (a,b),} który daje się zapisać w postaci {\displaystyle ax+by} dla pewnych {\displaystyle x,y\in P.}

- W pierścieniu ideałów głównych {\displaystyle P} element {\displaystyle q\in P} jest nierozkładalny wtedy i tylko wtedy, gdy ideał generowany przez ten element, {\displaystyle (q)} jest maksymalny, czyli wtedy i tylko wtedy, gdy pierścień ilorazowy {\displaystyle P/(q)} jest ciałem.

- W pierścieniu ideałów głównych każdy ideał pierwszy jest maksymalny.

## Przykłady
Pierścieniami głównymi są:
- dziedzina ideałów głównych,
- pierścień Euklidesa,
- pierścień liczb całkowitych,
- pierścień wielomianów o współczynnikach w dowolnym ciele,
- ciało,